# William Sutherland (Politiker)
Sir William Sutherland, KCB, PC (* 4. März 1880 in Glasgow; † 19. Dezember 1949 in Sheffield) war ein britischer Politiker der Liberal Party, der zwischen 1918 und 1924 Mitglied des Unterhauses (House of Commons) war und von 1920 bis 1922 als Lord im Schatzamt (Lord of the Treasury) fungierte. 1922 war er für einige Monate Kanzler des Herzogtums Lancaster (Chancellor of the Duchy of Lancaster).

## Leben
William Sutherland absolvierte nach dem Besuch der High School of Glasgow ein Studium an der University of Glasgow, das er mit einem Master of Arts (M.A.) beendete. Er war langjähriger Mitarbeiter von David Lloyd George. Er wurde bei der Unterhauswahl am 14. Dezember 1918 für die Liberal Party im Wahlkreis Argyll erstmals zum Mitglied des Unterhauses (House of Commons) gewählt und gehörte diesem nach seinen Wiederwahlen am 15. November 1922 sowie am 6. Dezember 1923 bis zu seiner Niederlage bei der Unterhauswahl am 29. Oktober 1924 an. Nach seiner ersten Wahl war er zwischen Dezember 1918 und Februar 1920 Parlamentarischer Privatsekretär des nunmehrigen Premierministers Lloyd George und wurde am 1. Januar 1919 zum Knight Commander des zivilen Zweiges des Order of the Bath (KCB (Civ)) geschlagen, so dass er seither den Namenszusatz „Sir“ führte.
In der Regierung Lloyd George fungierte Sutherland, der auch Kommandeur des Leopoldsordens von Belgien war, vom 15. Februar 1920 bis 7. April 1922 als Lord im Schatzamt (Lord of the Treasury). Zugleich fungierte er von Januar 1917 bis Oktober 1922 als Parlamentarischer Geschäftsführer (Whip) der Liberalen innerhalb der Regierungsfraktion. Als Nachfolger von William Peel, Viscount Peel übernahm er am 7. April 1922 das Amt als Kanzler des Herzogtums Lancaster (Chancellor of the Duchy of Lancaster) und hatte dieses bis zum Ende der Amtszeit der Regierung Lloyd George am 19. Oktober 1922 inne. Am 21. November 1922 wurde er zum Mitglied des Geheimen Kronrates (Privy Council) ernannt.
Nach seinem Ausscheiden aus dem Unterhaus war er Direktor der Wharncliffe Woodmoor 1, 2 & 3 Colliery, eines Bergwerks in Barnsley, Geschäftsführender Direktor der Fountain and Burnley Ltd sowie Eigentümer der Woolley Group, zu der eigene Bergwerke in dieser Region gehörten. Nachdem er bereits am 18. Januar 1904 Mitglied der Anwaltskammer (Inns of Court) von Middle Temple erhalten hatte, erhielt er zudem am 3. März 1927 seine anwaltliche Zulassung als Barrister. 1922 stiftete er den Sir William Sutherland Cup, der seither in der keltischen Sportart Shinty vergeben wird.
Sir William Sutherland war seit 1921 mit Annie Christine Fountain, CBE verheiratet, die ebenfalls 1949 verstarb. Sein Onkel Angus Sutherland war von 1886 bis 1894 ebenfalls Mitglied des Unterhauses und vertrat in diesem den Wahlkreis Sutherland.